# Schoenoplectus ehrenbergii
Schoenoplectus ehrenbergii là loài thực vật có hoa trong họ Cói. Loài này được (Boeckeler) Soják miêu tả khoa học đầu tiên năm 1972.